# سانی‌ساید (فیلم)
سانی‌ساید (به انگلیسی: Sunnyside) فیلمی کوتاه و صامت، به کارگردانی چارلی چاپلین با بازی چارلی چاپلین، ادنا پرواینس، هنری برگمن، تام ویلسون و آلیو آن آلکورن محصول سال ۱۹۱۹ است.